# Chrissie White
Chrissie White (23 mei 1895 - 18 augustus 1989) was een Brits actrice.

## Levensloop en carrière
White maakte haar filmdebuut in 1915. Ze leerde haar man Henry Edwards kennen tijdens haar acteercarrière. Naast hem acteerde ze onder meer in The Amazing Quest of Mr. Ernest Bliss (1920). 
Edwards overleed in 1952. Ze overleefde haar man 47 jaar. Ze overleed in 1989 op 94-jarige leeftijd. Ze ligt begraven op Westwood Village Memorial Park Cemetery.